# Viikki
Viikki (suédois : Vik) est un quartier du sud-est d'Helsinki en Finlande.
Viikki est à 8 km du centre-ville.

## Géographie

### Faune
Le parc naturel de Vanhankaupunginlahti est un lieu très important de nidification et pour la Migration des oiseaux. 
La faculté d'agriculture y cultive des grands champs et y entretient des fermes.
L'université entretient l'Arboretum de Viikki.

## Infrastructures
La partie septentrionale de la zone résidentielle Latokartano est une zone d'habitat écologique.

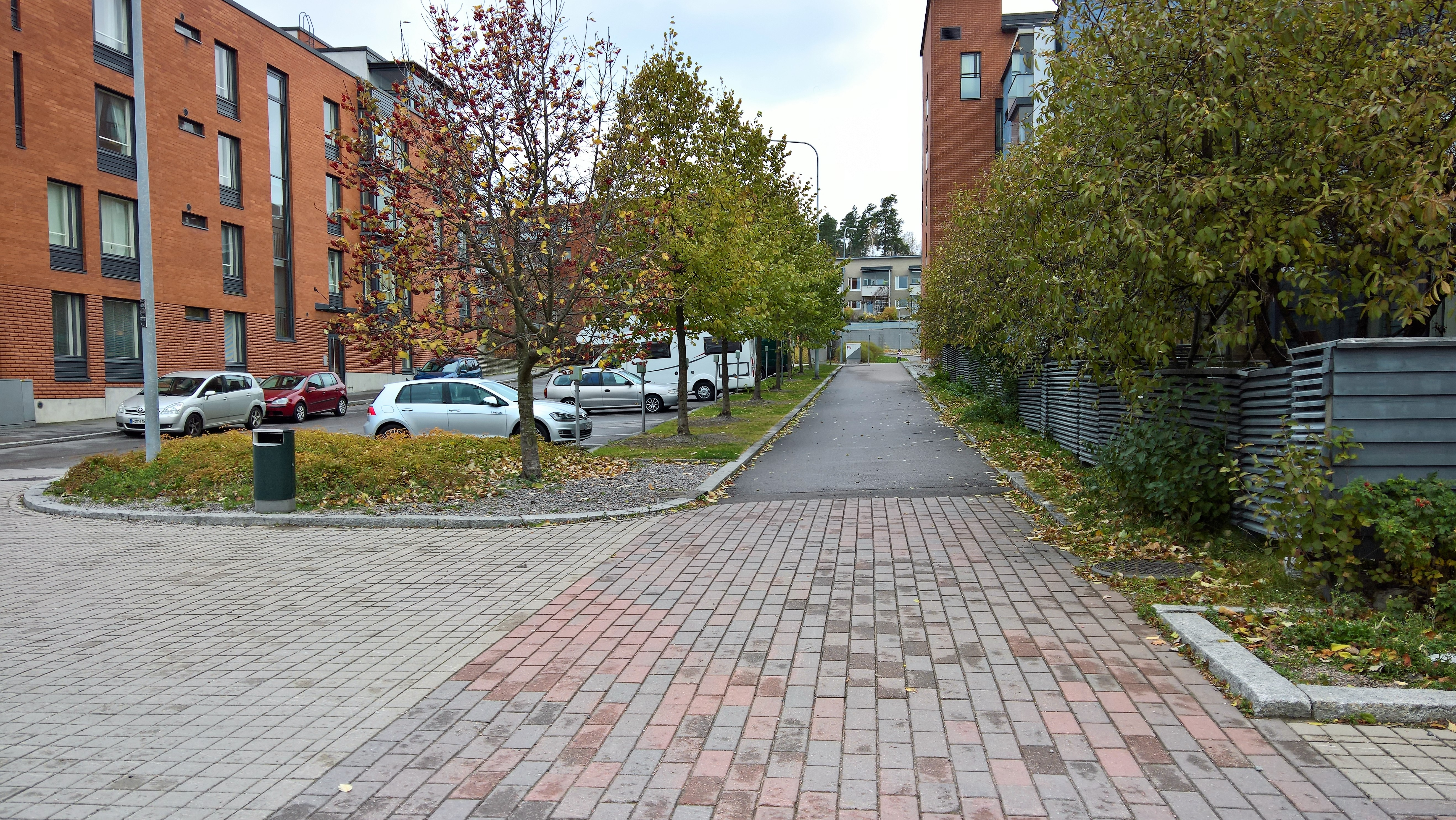
Lautamies.

### Université
Le quartier accueille le Campus de Viikki  avec 4  facultés de l'Université d'Helsinki (biologie, pharmacie, médecine vétérinaire, agriculture et techniques forestières) et d'autres unités universitaires comme des centres de recherche, une bibliothèque scientifique et l'Institut universitaire de formation des maîtres de l’Université d’Helsinki. Le quartier héberge aussi le parc scientifique de Viikki.

### Transports

#### Transports en bus
Viikki est desservie par la ligne de bus 57 venant de Munkkiniemi et Kontula, la ligne 78 venant du centre-ville, la ligne 79 venant d' Herttoniemi et Puistola, la ligne 506 venant de Meilahti et Myllypuro.
La ligne de bus à haut niveau de service 550 traverse Viikki.

#### Circulation douce
Le pont de circulation douce de Viikinmäki relie Oulunkylä et Viikki.

#### Axes routiers
La Lahdenväylä et la Viikintie sont les routes principales de Viikki. 
Le Kehä I passe juste à côté de la zone résidentielle de Latokartano au nord-est, mais la jonction la plus proche se trouve à Pihlajamäki.

#### Transports ferroviaires
Une ligne ferroviaire à voie unique non ouverte au transport de passagers traverse la municipalité et est connectée au réseau de la VR-Yhtymä Oy à la gare de Oulunkylä. Cette ligne conduit au dépôt de Roihupelto, qui était anciennement la ligne ferroviaire conduisant au port de Herttoniemi.

## Galerie

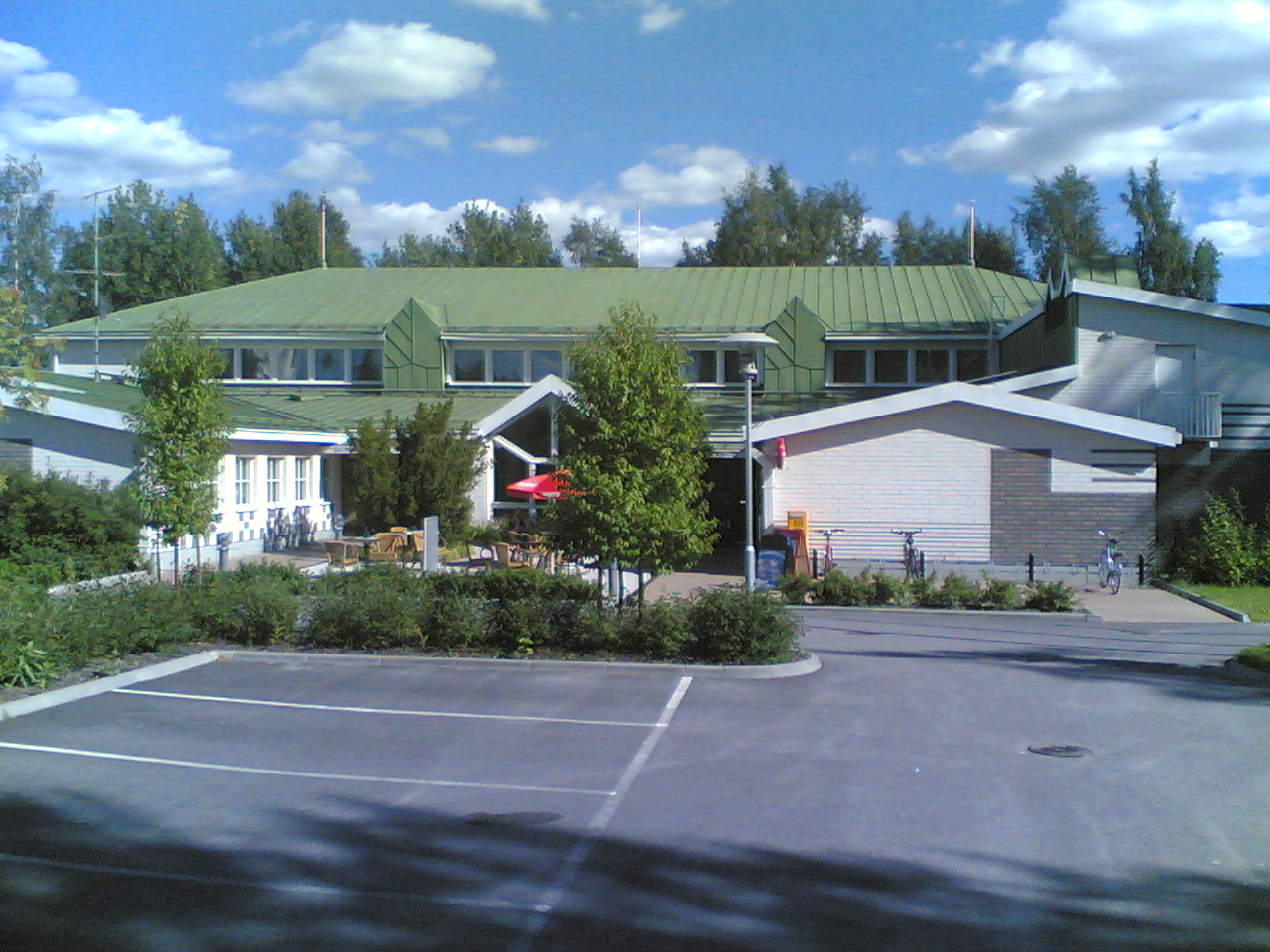
Maison polyvalente Maakaari.
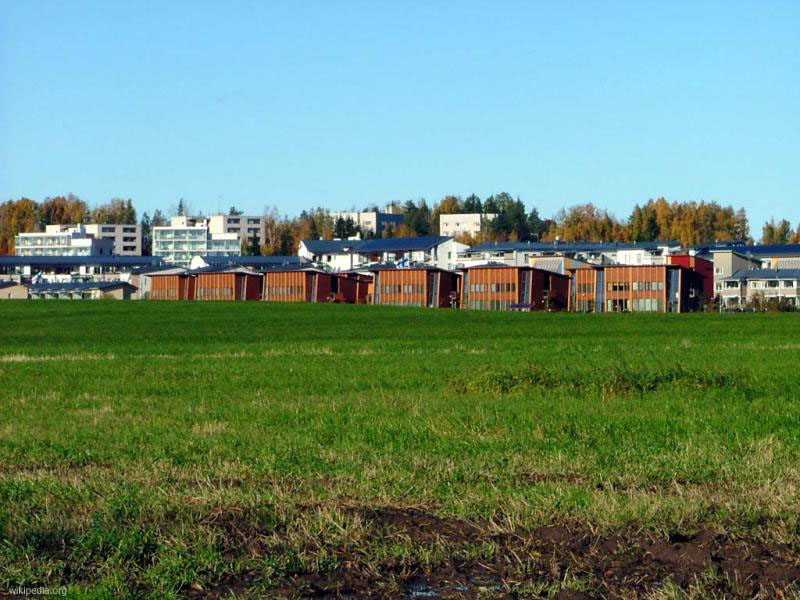
Zone d'habitation de Latokartano et zone champêtre de Viikki.
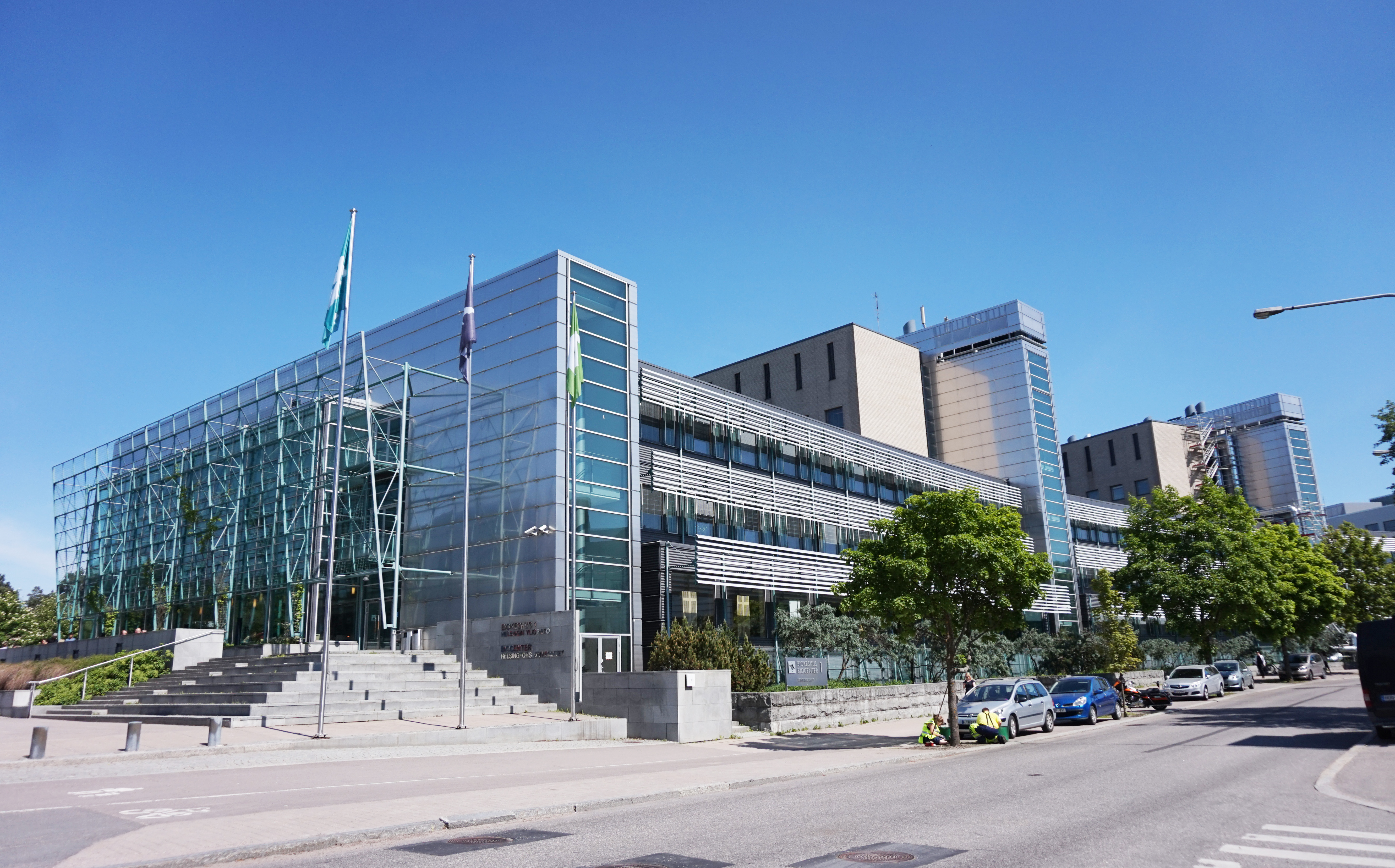
Le biokeskus du campus de Viikki.
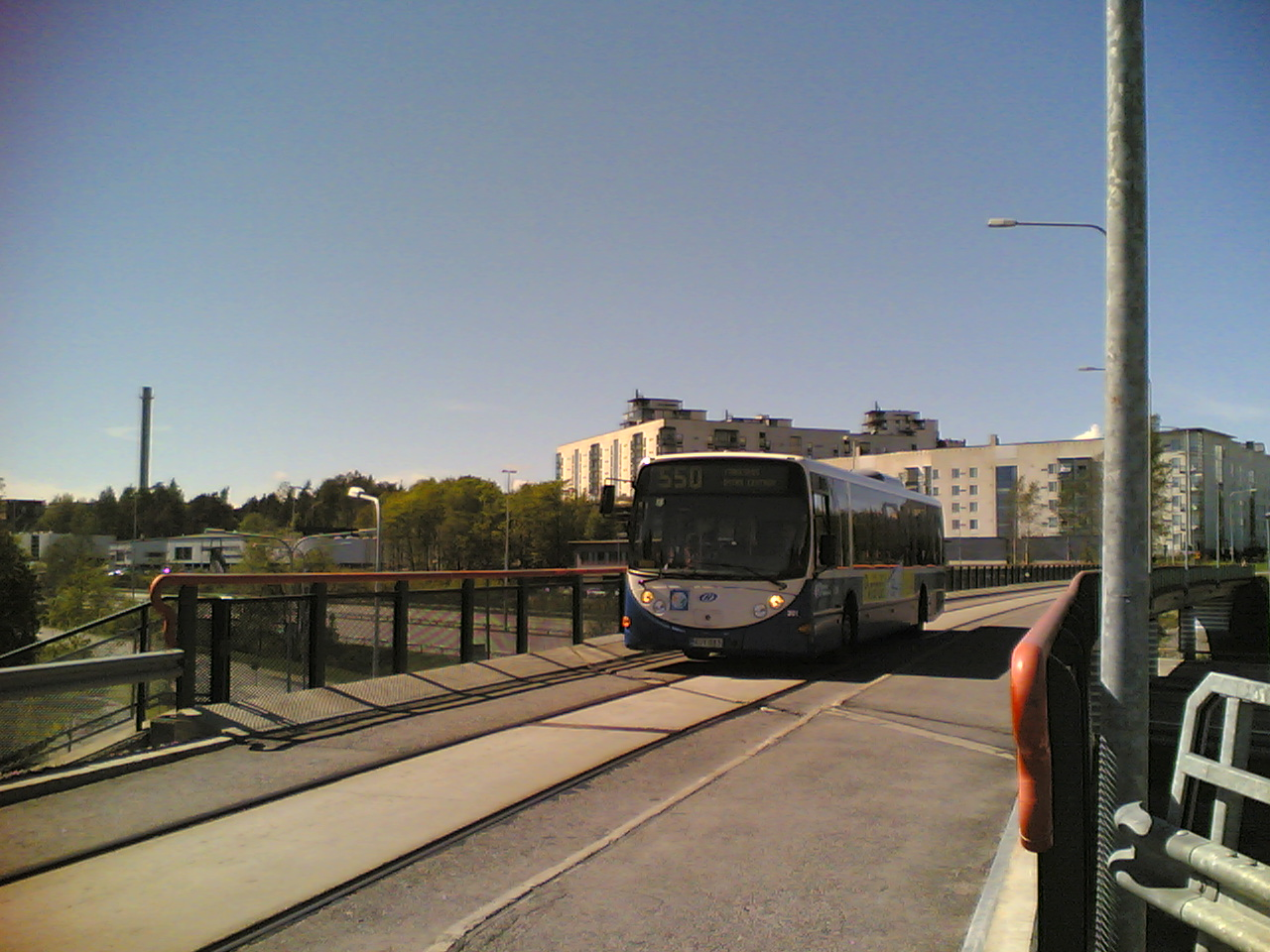
La Runkolinja 550 et le Métro d'Helsinki croisant la route nationale 4 à Viikki.